# Diadegma antennaellae
Diadegma antennaellae är en stekelart som först beskrevs av Walley 1932.  Diadegma antennaellae ingår i släktet Diadegma och familjen brokparasitsteklar. Inga underarter finns listade i Catalogue of Life.